# Ökologieprogramm im Emscher-Lippe-Raum
Das Ökologieprogramm im Emscher-Lippe-Raum, kurz ÖPEL, ist ein 1991 gegründetes Förderprogramm der Landesregierung Nordrhein-Westfalens zur Verbesserung der ökologischen Bedingungen im Ruhrgebiet.
Aus Landesmitteln (Gemeindefinanzierungsgesetz und Einzelplan des Ministeriums für Umwelt und Naturschutz, Landwirtschaft und Verbraucherschutz NRW) werden jährlich circa 15 Millionen Euro zur Verfügung gestellt. Seit 1996 fördert auch die Europäische Union das Programm, finanziert aus NRW-EU-Programm Ziel 2 (Phase V) Mitteln.
Ziel des Programms ist die ökologische Aufwertung des Emscher-Lippe-Raums mit dem zentralen Bereich Emscher Landschaftspark. Wichtiges Leitprojekt war die Internationale Bauausstellung Emscher Park im Jahre 1999. Gefördert werden Maßnahmen einschließlich des Grunderwerbs, welche die ökologischen Funktionen dieses Raumes wiederherstellen, entwickeln und nachhaltig sichern. Diese erstrecken sich über 13 Themenfelder, wobei eine Maßnahme mehreren Themenfeldern zugeordnet werden kann:
- Optimierung der Emscher, ihrer Zuläufe und der Lippezuläuf
- Klassischer Naturschutz in Form von Sicherung und Entwicklung von Naturschutzgebieten
- Wiederherrichtung von Brachflächen inklusive Sicherung und Sanierung von Altlasten
- Erwerb und Erstaufforstung von Waldflächen
- Extensivierung der Landwirtschaft und Umstellung auf alternativen Landbau
- modellhafte ökologische Kleingartenanlagen und Mietergärten
- Aufbau eines Wegesnetzes für Radfahrer und Fußgänger
- Landschaftsverträgliche Freizeitmöglichkeiten
- Sicherung und Präsentation landschaftsgeschichtlicher Spuren
- Interpretation und Gestaltung der Landschaft (z. B. als künstlerisch gestaltete Landmarke)
- Einrichtung von Öko-Stationen
- Planung und Management
- Personalwirtschaftliche Maßnahmen

Einer der Hauptaspekte ist die Ausbildung eines Grünzuges in Ost-West-Richtung entlang der Emscher und des Rhein-Herne-Kanals, die bisherigen Grünzüge sind in Nord-Süd-Richtung ausgeprägt. Nicht gefördert werden Maßnahmen, die sich bereits aus anderen Quellen wie Gebühren oder anderen Förderprogrammen finanzieren.
Gefördert werden Gemeinden und Gemeindeverbänden aus den Kreisen Recklinghausen, Unna und Wesel sowie die kreisfreien Städte Bochum, Bottrop, Dortmund, Duisburg, Essen, Gelsenkirchen, Hamm, Herne, Mülheim/Ruhr und Oberhausen, das entspricht einer Fläche von 800 Quadratkilometern. Bei Inanspruchnahme von EU-Mitteln können auch andere Personen des öffentlichen Rechts Anträge stellen. Rechtliche Grundlage ist die Landeshaushaltsordnung (LHO), Richtlinie ÖPEL.
Obwohl der Förderraum in drei Regierungsbezirken liegt (Düsseldorf, Arnsberg und Münster) werden die Anträge und Mittel zentral beim Regierungspräsidenten in Münster verwaltet. Dadurch kann einerseits ein gleichbleibender Standard auch für die Grenzen der Regierungsbezirke hinweg erreicht und andererseits können Verwaltungskosten eingespart werden. Anträge können jeweils im ersten Halbjahr des Haushaltsjahres gestellt werden. Die Förderung erfolgt als Anteilfinanzierung bis zu 80 oder 90 % der zuwendungsfähigen Kosten.
In den Jahren von 1991 bis 2006 wurden über 400 Projekte gefördert, bekannte Projekte waren unter anderem:
- Landschaftspark Duisburg-Nord (ÖPEL-Mittel in Höhe von 25,5 Millionen Euro, Projektträger war die Stadt Duisburg).
- Bundesgartenschau im Nordsternpark (ÖPEL: 8,4 Mio. Euro, Stadt Gelsenkirchen)
- Landschaftspark Emscherbruch mit den Halden Hoheward und Hoppenbruch (ÖPEL: 22 Mio. Euro, Städte Herten und Recklinghausen)
- Wiederaufforstung eines Waldbandes entlang der Seseke zwischen Bergkamen und Dortmund (ÖPEL: 1,5 Mio. Euro, Lünen und Dortmund)
- modellhafte Kleingartenanlage „Kraut und Rüben“ (ÖPEL: 850.000 Euro, Bochum)
- Anlage des Rad- und Wanderweges Erzbahntrasse (ÖPEL: 6,7 Mio. Euro, Bochum, Gelsenkirchen und überregional)
- „Haldenereignis Emscherblick“ (Tetraeder), inklusive Erwerb der Halde Beckstraße (ÖPEL: 2,0 Mio. Euro, Bottrop)
- Aufbau der Ökologiestation „Schulze-Heil“ (ÖPEL: 2,0 Mio. Euro, Bergkamen)
- Erstellung des Phoenixsees, dessen Bepflanzung und das östlich angrenzende Landschaftsbauwerk (ÖPEL: 4,5 Millionen Euro, Dortmund)